# Persecuzione dei cristiani nell'Impero romano

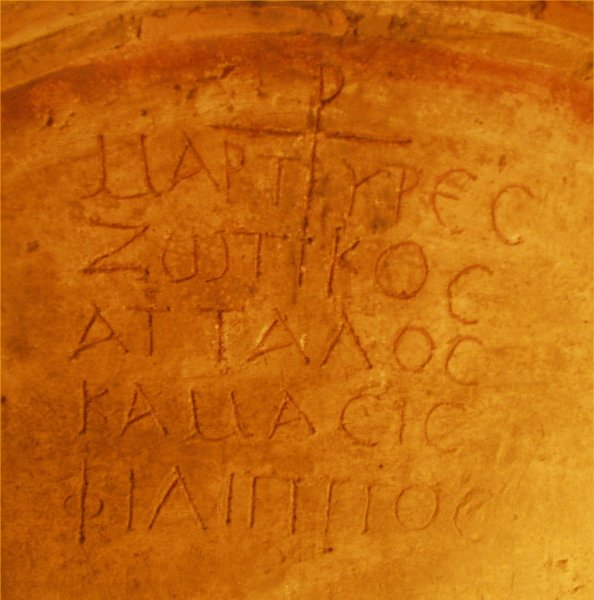
I nomi di quattro martiri della "grande persecuzione" - Zoticos, Attalos, Kamasis, Filippos - sulla loro tomba, nella cripta della chiesa paleocristiana di Niculițel, in Romania.

Le persecuzioni dei cristiani nell'Impero romano si basavano su comportamenti caratterizzati da aggressività poiché la religione cristiana veniva considerata un crimine contro lo stato. Molti proclamarono comunque la propria fede accettando la prigionia, le torture, le deportazioni e anche la morte tanto che i martiri furono migliaia, sebbene il numero reale sia difficile da calcolare.
Inizialmente tuttavia le autorità locali non ricercavano attivamente i cristiani; le loro comunità continuarono così a crescere, trovando anzi nel culto dei martiri nuovo vigore; gli imperatori Decio, Valeriano e Diocleziano, spinti anche da considerazioni politiche, ordinarono persecuzioni più attive e severe, che tuttavia non arrivarono a sradicare il nuovo culto.
Nel 311 l'imperatore Galerio emanò l'Editto di Serdica che concedeva ai cristiani il perdono, poi confermato da Costantino I, che accordò al cristianesimo lo status di religio licita con l'Editto di Milano nel 313. Gli ultimi strascichi delle persecuzioni si sovrapposero alle prime lotte contro gli eretici; dopo pochi decenni sarebbero iniziate le persecuzioni dei pagani.

## Le fonti storiche
L'analisi di reperti e documenti contemporanei ed il raffronto tra i resoconti degli storici antichi ha consentito di pervenire ad un certo consenso sulla storia generale delle persecuzioni. L'indagine più dettagliata sulle vicende e sui singoli personaggi coinvolti si presenta più problematica in quanto può basarsi quasi esclusivamente su fonti cristiane.
I principali autori cristiani utili per la storia delle persecuzioni sono Giustino e Cipriano di cui sono rimasti alcuni importanti scritti.
- Diverse notizie possono essere desunte dalle numerose opere di Tertulliano (circa 155-230), sebbene non fosse uno storico ma un apologeta intransigente.
- A Lattanzio (circa 250-327) è generalmente attribuito il De mortibus persecutorum, che si propone di istruire i cristiani sulla sorte dei nemici di Dio, a cominciare dai persecutori. Altre notizie utili sono fornite dalla sua opera Divinæ instituciones.
- Le fonti più importanti sono probabilmente le opere di Eusebio (265-342), vescovo di Cesarea, in particolare la Storia ecclesiastica, il Chronicon e il De martyribus Palestinae. In esse Eusebio riporta sia eventi passati che altri a lui contemporanei.

### Fonti latine
Un documento di eccezionale importanza è la corrispondenza tra Plinio il giovane e l'imperatore Traiano sulla condotta da tenere nei confronti dei cristiani.
Tacito rappresenta una fonte storica molto importante, ma solo per la persecuzione avvenuta sotto Nerone. Frammentarie notizie hanno lasciato Svetonio, Dione Cassio, Porfirio, Zosimo e altri.

## Le motivazioni
Il culto pubblico della tradizionale religione romana era strettamente legato allo Stato: fare sacrifici agli dèi e rispettare i riti significava stabilire un patto con le divinità, in cambio della loro protezione. Era facile integrare gli dèi, i riti e le credenze di altre popolazioni in questo sistema. Perfino l'Ebraismo, in quanto antica religione di un popolo, era tollerato dalle autorità, anche se con difficoltà, fin dai tempi di Giulio Cesare: gli ebrei potevano osservare i loro precetti ed erano esentati dai riti ufficiali (ma con Vespasiano furono sottoposti al fiscus iudaicus). Nell'incipit del XVI capitolo della sua opera, infatti, il Gibbon individua con acutezza i motivi in base ai quali la nascente religione cristiana avrebbe dovuto suscitare, nell'opinione pubblica e nelle istituzioni civili e politiche, sentimenti se non proprio di ammirazione, almeno di tolleranza, anziché atteggiamenti persecutori. Questi atteggiamenti ostili nei confronti dei cristiani furono in parte dovuti ad una sorta di confusione che inizialmente veniva fatta tra i cristiani e gli ebrei, tanto che Svetonio e Dione Cassio riportano che l'imperatore Claudio (41-54) avrebbe scacciato da Roma i "Giudei" che creavano disordini a nome di "un certo kriste".
La tolleranza riservata agli Ebrei, nonostante affermassero l'esclusiva conoscenza di Dio, ritenendo empio qualsiasi altro culto, e quasi rifiutassero la comunità umana racchiudendosi in una setta che sdegnava contatti con l'esterno, veniva però a mancare nel momento in cui gli stessi Ebrei, unici nell'impero, si rifiutavano di pagare il contributo a Roma: era illegale, sostenevano, pagare le tasse ad un imperatore (e ad un popolo invasore) empio e idolatra. I Giudei non avevano mai nascosto l'insofferenza, spesso sfociata in rivolte anche sanguinose, nei confronti di Roma, le cui legioni erano altrettanto spesso dovute intervenire con severe rappresaglie e repressioni. Ma dopo la prima guerra giudaica, la distruzione del Tempio di Gerusalemme, la riduzione in schiavitù e la diaspora, il popolo Ebreo ammorbidì le posizioni intransigenti ed in diversi modi si integrò nella popolazione dell'Impero romano, pur mantenendo una propria individualità come popolo, sancita anche da deroghe e leggi particolari.
La differenza sostanziale tra ebrei e cristiani, che consentiva ai primi di professare liberamente la loro fede mentre trattava con severità, odio e disprezzo quella dei secondi, era che quelli erano una “nazione”, mentre gli altri una “setta”; il rispetto delle istituzioni religiose dei propri padri era un dovere, e l'antichità delle sacre leggi ebraiche, adottate per secoli da un intero popolo dava ai Giudei il diritto di sottostare a quegli obblighi e quelle regole che sarebbe stato empio trascurare. I cristiani, di contro, con la legge evangelica ignoravano le sacre istituzioni dei loro padri, disprezzando ciò che essi avevano da secoli ritenuto sacro. In più, questo allontanamento dalla fede “naturale”, anziché portare ad un avvicinamento a quella ufficiale dello Stato, li conduceva ad un più marcato disprezzo degli dèi e delle istituzioni di Roma, che si manifestava in riti, riunioni segrete e un generale rifiuto del genere umano che non veniva mitigato dall'indubbia rettitudine e moralità dei credenti. I Cristiani pregavano per l'imperatore e per l'impero durante le loro funzioni religiose e pagavano regolarmente i tributi a Roma. Il rifiuto di adorare l'imperatore come Dio e di prestare il culto divino ali dei pagani procurò loro delle accuse infamanti di praticare riti magici, la stregoneria, di essere amanti delle tenebre e dei lavoratori improduttivi.
Col tempo dunque i romani identificarono nel Cristianesimo quello che consideravano "ateismo". Per loro i cristiani erano ebrei e pagani che avevano tradito i loro dèi e quindi il loro popolo, si riunivano in segreto per praticare riti apparentemente magici, incitando altri a fare lo stesso ed eleggendo a propria divinità un'Entità solo spirituale e non rappresentabile, per il cui culto non erano previsti templi, altari, sacrifici, e che era pertanto lontanissima dalla radicata mentalità pagana. Questo tradimento non solo minacciava la pax deorum e l'autorità dell'imperatore quale pontefice massimo, ma poteva “essere visto come la prova di intenzioni politiche sovversive”. Plinio il Giovane definirà il cristianesimo superstitio, termine che indicava “ogni religione implicante un timore eccessivo degli dèi” e pertanto probabile causa di disordini popolari. Come tali erano represse anche magia e astrologia, e lo erano stati in precedenza i baccanali, il druidismo ed il culto di Iside.
La figura stessa del Cristo destava sospetto; non tanto per la sua natura umana, visto che anche Bacco, Ercole ed Esculapio erano stati, per le credenze pagane, figure umane divinizzate (per non parlare degli stessi imperatori). Ma in quei casi si trattava di antichi eroi che proprio per questo avevano meritato la divinizzazione, mentre nel caso di Gesù si trattava, incomprensibilmente, di un oscuro "maestro", recente, nato in condizioni di miseria presso un popolo sottomesso, privo di fama e di successo, morto con disonore.
Sebbene i primi vescovi invitassero a riconoscere lo Stato, astenersi dai riti ufficiali (considerato idolatria) costringeva in pratica i cristiani a uno sprezzante isolamento, e questo accese ulteriormente l'intolleranza popolare. I romani erano inoltre sconcertati dall'abolizione in questi gruppi di ogni distinzione tra uomini e donne, ricchi e poveri, schiavi e liberi, locali e stranieri. Per di più le conversioni provocavano insanabili conflitti familiari. Le loro regole di vita erano disapprovate anche dalle autorità, ed è possibile che talvolta fossero disordini scoppiati all'interno delle stesse comunità cristiane a giustificarne l'intervento.
Con queste premesse non desta meraviglia il fastidio suscitato dai cristiani presso l'opinione pubblica e la proibizione delle adunanze segrete (valida comunque per qualsiasi altra comunità). Le quali erano però dedicate al culto, ed erano pertanto irrinunciabili: da ciò la disobbedienza allo Stato in nome di un'autorità superiore, che non poteva ovviamente essere tollerata e autorizzava dunque legalmente alla somministrazione di castighi e pene anche severe che si rivelavano però impotenti ed inefficaci a debellare il presunto pericolo, visto che la comunità dei cristiani aumentava continuamente.
Se inizialmente le adunanze erano tenute nascoste per motivi di prudenza e necessità, presto la segretezza divenne una libera scelta, che si rivelò però un'arma molto pericolosa contro la stessa comunità di fedeli. Inoltre, era certo che adorassero un dio dalla testa d'asino. Nella maggior parte dei casi i cristiani riuscirono a scrollarsi di dosso il peso delle calunnie e delle ingiurie, ma gli apologisti utilizzarono ben presto quest'arma, altrettanto falsamente infamante, contro i cristiani scismatici, scatenando una guerra di calunnie che si sovrapponeva alle contese teologiche tra questi e gli ortodossi, che di fatto produceva il solo effetto di rendere la comunità cristiana ancora più invisa alla società pagana.
L'opposizione poteva nascere anche, con il crescere delle comunità, dal danno economico arrecato a varie categorie coinvolte nei culti ufficiali.

## Atteggiamento nei confronti del Cristianesimo dei primi imperatori

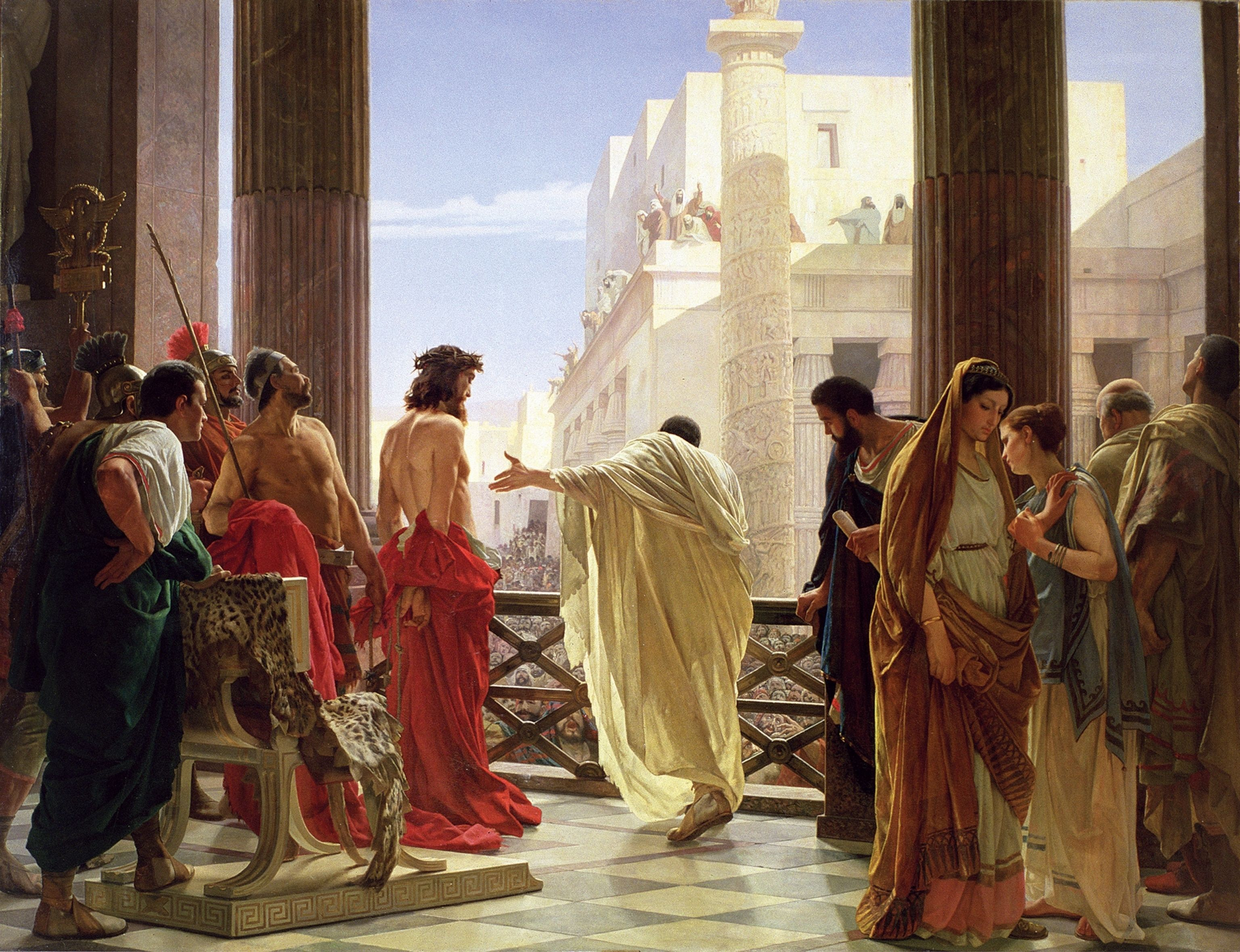
Ecce Homo, dipinto di Antonio Ciseri, raffigurante Ponzio Pilato che presenta Gesù flagellato alla gente di Gerusalemme

Alcune epistole apocrife di dubbia attribuzione parlano di un messaggio inviato dal prefetto di Giudea Ponzio Pilato a Tiberio nel 35, riguardante la crocifissione di Gesù di Nazaret. L'imperatore avrebbe di seguito presentato al Senato la proposta di riconoscimento del Cristianesimo come religio licita ma, avendo ricevuto un rifiuto, avrebbe solo posto il veto ad accuse e persecuzioni nei confronti dei seguaci di Gesù. Il dibattito sull'esistenza, o meno, di questo senatoconsulto è ancora in corso. Risulta quasi impossibile però pensare che già nel 35, poco tempo dopo la condanna di Cristo, il cristianesimo fosse considerato una religione talmente importante da essere discussa in senato.
Non si sa nulla di certo sull'atteggiamento dell'imperatore verso i primi cristiani: al riguardo non conosciamo alcun provvedimento ufficiale, ma è certo che i seguaci di Gesù non furono mai perseguitati sotto l'impero di Tiberio.

## Persecuzione di Nerone
I primi 50 anni dopo la morte di Gesù furono sostanzialmente tranquilli, tranne la parentesi neroniana. I cristiani, che derivavano direttamente dagli Ebrei, sia da un punto di vista territoriale che come fondamento della fede, ebbero i primi scontri proprio con i Giudei, che mal sopportavano la presenza ingombrante e crescente di questa nuova religione, considerata una setta di miscredenti. Ma i magistrati romani, a cui quelli si rivolgevano nel tentativo di togliere di mezzo quei fastidiosi rivali, non erano interessati a dispute teologiche di cui non comprendevano né l'essenza né le sottigliezze, e ritenevano dunque opportuno limitarsi a controllare che quelle dispute non sfociassero in turbative dell'ordine pubblico. In tale situazione, sebbene in semiclandestinità, i cristiani cominciarono ad espandersi per il mondo civile.
La prima persecuzione, durante il regno di Nerone, nel 64, è descritta dallo storico latino Tacito e fu dovuta alla ricerca di un capro espiatorio per il grande incendio di Roma: questo infatti provocò «una breve ma forte persecuzione da parte di Nerone, il quale contava, innanzitutto, di servirsi dei cristiani come capri espiatori e poi di sopprimere questa 'perniciosa superstizione' (...)».

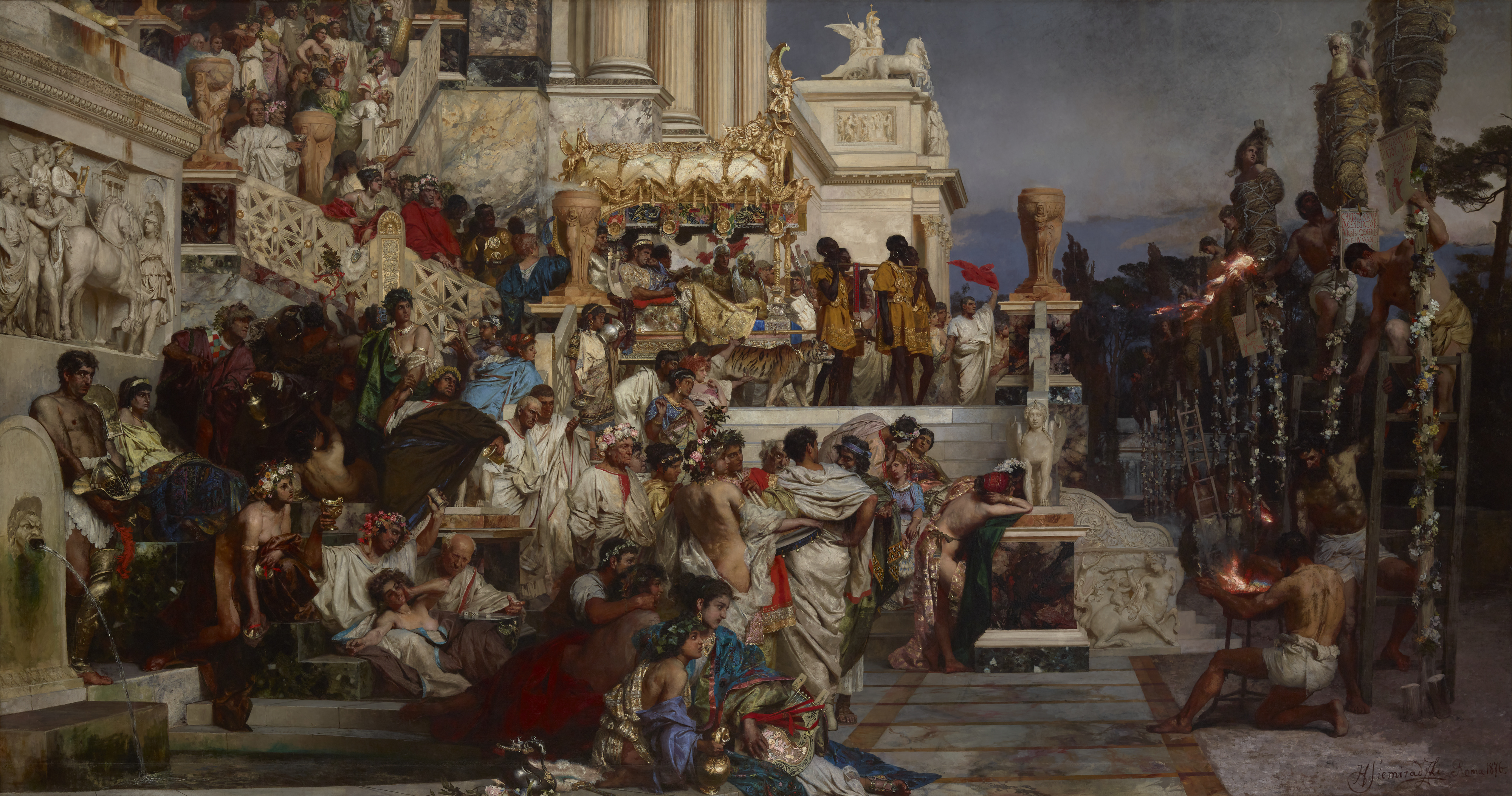
Le fiaccole di Nerone, Henryk Siemiradzki (1848-1902), ora al Museo Nazionale di Cracovia

L'imperatore tentò, sembra, con ogni mezzo di alleviare le sofferenze delle vittime della catastrofe e dei senzatetto, offrendo ospitalità nei giardini imperiali, costruendo ripari provvisori, distribuendo grano e viveri e impegnandosi in un'immediata ricostruzione, ma agli occhi del popolo Nerone era pur sempre l'assassino del fratello, della moglie e della madre, un essere spregevole che prostituiva sé stesso e la sua dignità. La gente comune riteneva che un tale individuo poteva essere capace di qualsiasi delitto, compresa la distruzione di Roma. Il popolo lo sospettava; Nerone doveva comunque trovare dei colpevoli. Secondo Tacito, prima sarebbero stati arrestati quanti confessavano e quindi, su denuncia di questi, ne sarebbero stati condannati moltissimi, ma non tanto a causa del crimine dell'incendio, quanto per il loro odio nei confronti del genere umano.
Numerose fonti cristiane attestano che gli apostoli Pietro e Paolo subirono il martirio a Roma proprio in quella persecuzione. In particolare, secondo queste fonti, Pietro fu crocifisso, mentre Paolo decapitato. Tacito descrive i supplizi a cui furono sottoposti per opera di Nerone i cristiani che comunque, nonostante la loro presunta colpevolezza, suscitavano pietà in quanto puniti non per il bene pubblico ma per la crudeltà di uno solo («et pereuntibus addita ludibria, ut ferarum tergis contecti laniatu canum interirent aut crucibus adfixi atque flammati, ubi defecisset dies, in usum nocturni luminis urerentur». in Annales, XV, 44, 4: «E coloro che morivano furono pure scherniti: coperti di pelli di bestie perché morissero dilaniati dai cani oppure affissi alle croci e dati alle fiamme perché, caduto il giorno, bruciassero come fiaccole notturne.»). Anche Svetonio conferma che Nerone aveva mandato i cristiani al supplizio e li definisce "una nuova e malefica superstizione", senza tuttavia collegare questo provvedimento all'incendio. La persecuzione neroniana fu comunque limitata alle mura di Roma.

## Le persecuzioni prima del 250

### Le persecuzioni sotto il regno di Domiziano
Durante il regno dell'imperatore Domiziano   (81-96 d.C) furono accusati di ateismo e "adozione di usanze ebraiche" alcuni senatori e i consoli Acilio Gabrione e Flavio Clemente con la moglie Flavia Domitilla. Furono tutti giustiziati tranne Flavia Domitilla che fu esiliata e della quale Eusebio dice fosse cristiana. È molto probabile tuttavia che la presunta affiliazione di Clemente al Cristianesimo fosse una notizia creata ad arte per infangare l'immagine pubblica dell'uomo e smorzare la reazione del popolo romano, che stava appoggiando una sua congiura con l'aiuto di alcuni generali per spodestare Domiziano. In effetti alcuni testi contemporanei parlano di una recrudescenza delle persecuzioni sotto il suo regno, ma l'argomento è ancora dibattuto.

### Le persecuzioni sotto il regno di Traiano
Delle persecuzioni all'epoca di Traiano ci restano alcuni documenti molto importanti. Il primo è una lettera inviata all'imperatore da Plinio il Giovane quando, intorno al 110, era legato nella provincia di Bitinia. Plinio descrive la linea seguita fino ad allora con i cristiani e le accuse loro rivolte, ma chiede ulteriori chiarimenti su come comportarsi con loro. Nella lettera si trova il giudizio negativo contro la religione cristiana largamente diffuso nella cerchia imperiale ed intellettuale dell'epoca, e condivisa dallo stesso Plinio: “nihil aliud quam superstitionem” ("null'altro che superstizione"). Il secondo documento è il rescritto, cioè la risposta ufficiale, in cui l'imperatore detta modalità per trattare la questione cristiana che sarebbero rimaste valide per quasi 140 anni: nessuna ricerca attiva dei cristiani, ma, in caso di denuncia, essi dovevano essere condannati se avessero rifiutato di sacrificare agli dèi; le denunce anonime andavano respinte. La corrispondenza fornisce alcune interessanti notizie: a parte la condivisione dell'opinione comune, Plinio non sapeva quasi nulla dei Cristiani, e tantomeno del loro presunto delitto, delle pene da infliggere e delle norme e procedure da applicare nei loro confronti; da ciò si può dedurre che all'epoca non esistevano leggi o decreti anticristiani, che anche gli imperatori non avevano mai preso ufficialmente posizione contro di loro e che nessun processo celebrato contro i cristiani aveva avuto così tanta rilevanza da poter costituire un precedente utile per un magistrato di Roma. La risposta di Traiano, d'altra parte, dalla quale traspare la difficoltà di stabilire una regola, sembra più attenta alla protezione degli innocenti che alla persecuzione dei colpevoli: colpire i rei, ma astenersi dal ricercarli procedendo d'ufficio in base a denunce, soprattutto se anonime, piuttosto che richiedere la prova del sacrificio agli dèi. Con Traiano la persecuzione dei Cristiani iniziò ad essere gestita dallo Stato centrale.
In realtà, i giudici dei tribunali dell'impero romano, di rado erano quei carnefici che l'apologetica contemporanea e dei secoli successivi, troppo attenta a far risaltare le virtù dei martiri, ha tentato di presentare; l'eventuale condanna dei cristiani per i quali era stata comprovata l'accusa, non era tanto dovuta alla colpa di essere cristiani, quanto piuttosto alla resistenza che essi potevano porre in atto nel sacrificare agli dèi (in quanto apostasía e de facto non sarebbero più stati cristiani) ; allo stesso modo, le eventuali violenze e torture cui erano sottoposti durante il processo non erano il mezzo per punirli della colpevole appartenenza ad una setta empia, quanto per convincerli con ogni mezzo (“per il loro bene”) ad rinunciare alla loro fede. Inoltre, l'umanità di taluni giudici (e Tertulliano ne cita diversi esempi), li portava ad escludere, per il delitto di cristianesimo, la pena di morte, preferendo piuttosto una pena detentiva, l'esilio o la schiavitù in miniera (che avrebbero comunque potuto consentire una possibilità di “recupero”); la massima pena era riservata, di solito, ai rappresentanti del clero, in modo che la loro punizione servisse d'esempio e monito, e agli schiavi, la cui vita e le cui sofferenze erano considerate di poco valore.
Claude Lepelley considera di indubbia autenticità le sette lettere scritte in quegli anni da Ignazio di Antiochia mentre veniva trasferito a Roma per essere dato in pasto alle belve. Nella Lettera ai Romani esprime gioia in quanto “macinato dai denti delle fiere” diventerà “pane puro di Cristo”. Si tratta di un documento sulla spiritualità del martirio e sul fatto che i cristiani, in determinati casi, erano puniti come i criminali pericolosi. Alcuni di loro avrebbero, soprattutto nei primi tempi, accolto con entusiasmo la possibilità di ottenere il martirio: gli scrittori della chiesa cristiana degli inizi si occuparono molto delle condizioni in base alle quali l'accettazione del martirio poteva essere considerato un destino accettabile, o, viceversa, essere considerato quasi come un suicidio. I martiri erano considerati esempi da seguire della fede cristiana e pochi dei primi santi non furono anche martiri. Nel contempo il suicidio era considerato un grave peccato e veniva associato ad un tradimento della propria fede, l'esatto opposto della "testimonianza" di essa nel martirio: alla maniera di Giuda il traditore, non di Gesù il salvatore. Il Martirio di Policarpo, del II secolo, registra la storia di Quintus, un cristiano che si consegnò alle autorità romane, ma con atto di codardia finì per sacrificare agli dèi quando vide le fiere nel Colosseo: "Per questo motivo quindi, fratelli, non lodiamo quelli che si consegnano, perché il vangelo non insegna ciò.". Giovanni l'Evangelista non accusò mai Gesù di suicidio o di auto-distruzione, ma dice piuttosto che Gesù scelse di non opporre resistenza all'arresto e alla crocifissione.

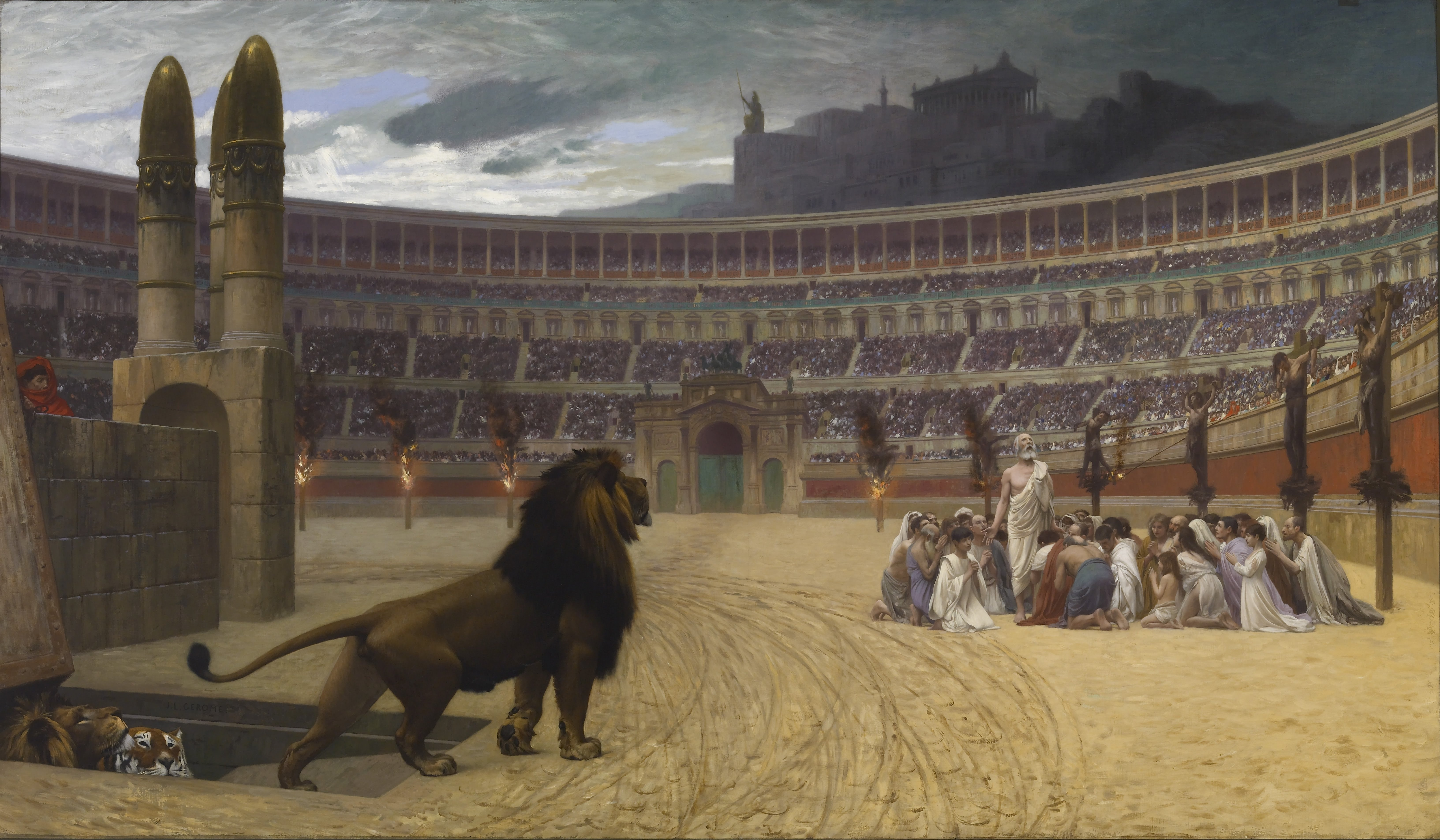
Rappresentazione di martiri cristiani, prima di morire in pasto alle belve nel Circo Massimo (dal dipinto di Jean-Léon Gérôme L'ultima preghiera dei martiri cristiani).

### Da Antonino Pio (138) a Commodo (192)
Adriano e il suo successore Antonino Pio confermarono il rescritto di Traiano, stabilendo inoltre pene severe per chi avesse avanzato un'accusa di cristianesimo risultata falsa. Intorno al 155, sotto Antonino Pio, morì martire il vescovo di Smirne Policarpo, come narrato in Atti ritenuti attendibili.
Molti disordini si verificarono anche sotto il regno di Marco Aurelio, segnato da epidemie, carestie e invasioni. Più volte le folle diedero la caccia ai cristiani, ritenuti responsabili della collera degli dèi, e i martiri furono numerosi.. A questo periodo risale anche un'invettiva di Marco Cornelio Frontone che, per aizzare la popolazione contro i seguaci della nuova religione, li accusa di infanticidio, suscitando violente reazioni anticristiane in Asia e nelle Gallie.
Nel 165, secondo Eusebio di Cesarea, cadde martire Giustino, condannato a morte dal console Quinto Giunio Rustico.
Nel 167, secondo la Historia Augusta, Marco Aurelio emise un editto, con il quale ordinò sacrifici pubblici e riti purificatori per ottenere la protezione degli dèi contro un'invasione barbarica giunta fino ad Aquileia; la decisione imperiale provocò le proteste di alcuni vescovi ed apologeti cristiani, come Milziade e Melitone di Sardi. In quegli anni il filosofo cristiano Atenagora inviò numerose lettere all'imperatore, difendendo i cristiani dalle accuse di cannibalismo e incesto. Le rivendicazioni cristiane provocarono l'effetto opposto, scatenando una violenta reazione popolare contro i cristiani, di cui però l'imperatore non può essere incolpato.
Nel V libro della sua Historia Ecclesiae Eusebio di Cesarea riporta i brani principali della "Lettera delle chiese di Vienne e di Lione alle chiese dell'Asia e della Frigia": in essa sono documentate le vessazioni nei confronti di una cinquantina di cristiani, per lo più stranieri, e le loro esecuzioni capitali avvenute a Lione nell'anno 177. Di questi cristiani, torturati e gettati in carcere, molti morirono per soffocamento. La folla, già pervasa di xenofobia ed aizzata da false accuse (di cannibalismo e rapporti incestuosi) diffuse sul conto dei cristiani, infierì su di loro senza più alcun riguardo per l'età o per il sesso dei condannati: il vescovo ultranovantenne Potino, linciato dalla folla, spirò in carcere; il quindicenne Pontico e la schiava Blandina, dopo essere stati costretti per giorni ad assistere all'esecuzione degli altri, furono essi stessi torturati e uccisi.
Intorno al 178-180 il filosofo platonico Celso scrisse contro la religione cristiana e in difesa di quella tradizionale il Logos alethes ("Discorso della verità"), che conosciamo solo dalla confutazione polemica che ne fece il teologo cristiano Origene, con la sua opera del 248, intitolata, appunto, Contra Celsum ("Contro Celso"). È della stessa opera un passo in cui l'autore ridimensiona drasticamente il numero dei martiri, aumentato a sproposito dall'apologetica cristiana.
Marcia, figlia di una liberta e amante dell'imperatore Commodo fu invece di simpatie cristiane; sembra infatti sia stata lei ad intercedere per la liberazione di papa Callisto I dalla condanna alle miniere (Damnatio ad metalla) in Sardegna.
Risale al 180, sotto il regno di Commodo, l'episodio dei dodici martiri scillitani, ricordato nel più antico degli Atti dei Martiri.
W.H.C. Frend sostiene che nei primi due secoli le autorità agissero come “passivi destinatari delle richieste del popolo per la distruzione dei cristiani”. Conformemente al rescritto di Traiano i cristiani non erano infatti ricercati e le loro comunità, pur costantemente minacciate, ebbero modo di continuare a crescere. Come già in precedenza, l'eroismo dei martiri indusse molti all'ammirazione ed alla conversione, tra i quali Tertulliano, che diventerà apologeta e scriverà che “il sangue dei martiri fu la semente dei cristiani”. In seguito Tertulliano si avvicinò ai montanisti, un gruppo estremista disapprovato dall'ortodossia che esaltava il martirio spingendo all'autodenuncia ed alla provocazione delle autorità.

### Da Settimio Severo (193) a Filippo l'Arabo (249)
Il III secolo, segnato da una grave crisi dell'Impero, vedrà una profonda trasformazione della religiosità romana. Culti misterici orientali in grande espansione, come il mitraismo, i culti di Cibele e di Iside, culti siriaci ed il culto solare praticato a Emesa, verranno integrati nella religione ufficiale, mentre non sarà così per l'ebraismo ed il cristianesimo.
Proprio ad una famiglia di sacerdoti di Emesa apparteneva la moglie di Settimio Severo, imperatore di origine libica vicino ai culti orientali. Sotto il suo regno non sono dimostrate persecuzioni sistematiche, ma anzi il suo rescritto del 202 che vietò il proselitismo ad ebrei e cristiani, è giudicato il primo caso di iniziativa diretta dell'imperatore in questo ambito.
È però un fatto che singoli funzionari si sentivano autorizzati dalla legge a procedere con severità verso i Cristiani. Naturalmente l'imperatore, a stretto rigore di legge, non ostacolava provvedimenti locali, che si verificarono in Egitto, in Tebaide e nei proconsolati di Africa e Oriente. I martiri cristiani furono numerosi ad Alessandria d'Egitto.
Non meno dure furono le persecuzioni in Africa occidentale, che sembra avessero inizio nel 197 o 198 (cfr. Tertulliano Ad martires), alle cui vittime ci si riferisce nel martirologio cristiano come ai martiri di Madaura. Probabilmente nel 202 o 203 caddero Perpetua e Felicita, come narrato in atti ritenuti attendibili. La persecuzione infuriò ancora, per breve tempo, sotto il proconsole Scapula nel 211, specialmente in Numidia e Mauritania.
I decenni successivi saranno caratterizzati da una relativa tolleranza, nella quale la Chiesa potrà crescere ulteriormente arrivando fino ai ceti più elevati. Le comunità non dovevano più nascondersi, ma anzi erano molto attive in ambito caritativo, gestendo crescenti ricchezze grazie anche alle eredità raccolte.
Secondo alcune fonti cristiane, l'imperatore Filippo l'Arabo sarebbe stato addirittura cristiano egli stesso.

## La persecuzione di Decio

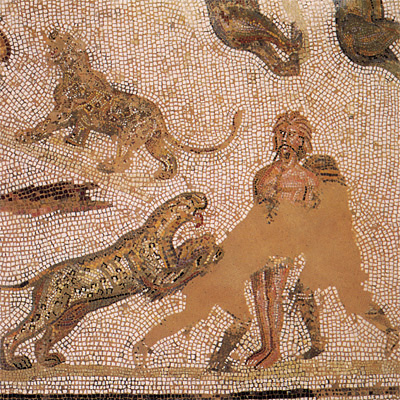
La Damnatio ad bestias in un mosaico del III secolo ad El Jem, in Tunisia.

Nel 249 Filippo l'Arabo morì in una battaglia contro il suo generale Decio, già proclamato Augusto dalle sue truppe. L'impero, attaccato su tutti i confini ed in crisi politica ed economica, si trovava in gravi difficoltà e Decio si insediò a Roma determinato a restaurarne la grandezza e i valori, non ultima la religione dei padri. Subito dopo l'incoronazione, Decio fece arrestare alcuni membri del clero cristiano e, nel gennaio 250, fece uccidere papa Fabiano.
Nel marzo-aprile 250 Decio emise un editto che ordinava a tutti i cittadini dell'impero di offrire un sacrificio pubblico agli dèi e all'imperatore (formalità equivalente ad una testimonianza di lealtà all'imperatore e all'ordine costituito). Decio autorizzò delle commissioni itineranti a visitare le città e i villaggi per supervisionare l'esecuzione dei sacrifici e per la consegna di certificati scritti a tutti i cittadini che li avevano eseguiti (molti di questi libelli sono stati ritrovati in Egitto). A coloro che si rifiutarono di obbedire all'editto fu mossa accusa di empietà, che veniva punita con l'arresto, la tortura e la morte. Questo editto costituisce la prima persecuzione sistematica contro i cristiani. I Cristiani si divisero fra Lapsi che si piegavano agli ordini dell'imperatore, Libellàtici che si procuravano certificati falsi relativi all'esecuzione di sacrifici in onore degli dèi e dell'imperatore, martiri e confessori che talora riuscivano a salvarsi con la fuga.
Alcuni eventi possono essere ricostruiti confrontando le numerose fonti cristiane disponibili (Cipriano, Eusebio, Atti dei Martiri). Cipriano spiega che le autorità non miravano tanto a fare martiri quanto ad ottenere l'apostasia con le prigioni e la tortura; l'editto ebbe un notevole successo: gran parte dei fedeli abiurò (venendo definiti pertanto lapsi) , in alcune regioni in massa. I vescovi tollerarono tali defezioni, volendo salvare la vita ai fedeli.
In Egitto, Africa ed Anatolia numerosi fedeli fuggirono in massa fuori dalle città, rifugiandosi nei deserti e sui monti. Tra questo vi fu il vescovo Dionisio di Alessandria e Cipriano di Cartagine. Di solito, passato il pericolo della persecuzione, tutti costoro si presentavano come penitenti per ottenere il perdono e il rientro nella società dei cristiani, che però non sempre poteva essere accordato.
Il devoto fervore dei martiri non apparteneva però a tutti i cristiani; l'amore per la vita e la paura della pena non sempre potevano essere scavalcati dall'ardore mistico che in qualche caso aveva spinto alcuni a gettarsi volontariamente tra le braccia dei carnefici in nome della fede. Tra l'altro, alcuni vescovi dovettero anche frenare un ardore che troppe volte aveva abbandonato questi aspiranti martiri nel momento supremo. Esistevano almeno tre modi per evitare la persecuzione: la fuga, l'acquisto del libello, l'abiura.
Tra l'altro, anche diversi Padri della Chiesa (compreso il vescovo Cipriano di Cartagine) erano ricorsi a questo espediente che avrebbe potuto permettere loro di proseguire il sacro ufficio, una volta tornata la normalità. Il secondo caso era particolarmente gradito a quei governatori che anteponevano la cupidigia al rispetto degli editti imperiali, e d'altra parte l'acquisto di un salvacondotto metteva i cristiani (almeno quelli benestanti) in una posizione di sicurezza: il gesto era riprovevole, e a parte le numerose discussioni sorte in merito, una penitenza era necessaria per scontare il gesto profano. La terza ipotesi poteva riguardare sia alcuni che si tiravano indietro al primo pericolo, sia coloro che erano vinti da una prolungata paura o dallo sfinimento per le torture subite. Di solito, passato il pericolo della persecuzione, tutti costoro si presentavano come penitenti per ottenere il perdono e il rientro nella società dei cristiani, che però non sempre poteva essere accordato.
Fortunatamente per i cristiani, questa persecuzione terminò al riprendere della guerra con i Goti che l'anno dopo fece vittima lo stesso Decio. In Nordafrica però la conseguenza fu una grave divisione fra le comunità cristiane dell'area, alcune delle quali voltarono le spalle ai membri che avevano temporaneamente abiurato la loro fede a causa delle durezze subite. Diversi concili tenuti a Cartagine discussero fino a che punto la comunità doveva accettare questi cristiani che avevano ceduto alle richieste dei romani, e la questione è ampiamente trattata nelle opere di Cipriano, vescovo di Cartagine. Probabilmente i lapsi erano per lo più cristiani di recente conversione, ma tra loro c'erano anche alcuni vescovi; a tal proposito è interessante che Cipriano biasimi alcuni vescovi attaccati più al denaro che alla fede. L'ostilità continuò anche nel breve regno del successore di Decio, Treboniano Gallo, che ordinò a tutti i sudditi di compiere sacrifici in onore di Apollo a seguito di una grave pestilenza che devastava l'impero.
Fortunatamente per i cristiani e gli altri culti perseguitati, Decio morì 18 mesi dopo in battaglia contro i Goti e il suo editto decadde. Le vittime furono comunque centinaia, benché Dionisio di Alessandria riferisca di soli 17 cristiani nell'immensa sua città, con ciò confermando il ridimensionamento di Origene: papa Fabiano, Babila di Antiochia e Alessandro di Gerusalemme furono tra i primi ad essere arrestati ed a subire il martirio.
Le tensioni tra impero e cristiani proseguirono con il successivo imperatore Treboniano Gallo: nel 252 papa Cornelio fu arrestato e condotto a Centumcellae (l'odierna Civitavecchia), dove morì nel giugno del 253. Cipriano afferma ripetutamente che Cornelio fu martirizzato; il Catalogo Liberiano riporta «ibi cum gloria dormicionem accepit», e questo può significare che morì a causa dei rigori a cui fu sottoposto durante la sua deportazione, sebbene documenti successivi affermino che fu decapitato.

## La persecuzione di Valeriano
Dopo un periodo iniziale di estrema clemenza, Valeriano riprese, come già Decio, le persecuzioni in un momento difficile per il suo regno; di tali eventi ci restano testimonianze cristiane, principalmente Cipriano ed Eusebio. Iniziò nel 257 con un primo editto che imponeva a vescovi, preti e diaconi di sacrificare agli dèi, pena l'esilio, e proibiva inoltre ai cristiani le assemblee di culto sequestrando chiese e cimiteri. Il decreto puniva con la morte chi avesse visitato i cimiteri o presenziato alle adunanze religiose. Un secondo editto del 258 sancì la pena di morte per chi rifiutava il sacrificio e aggiunse la confisca dei beni per i senatori, i cavalieri ed i cesariani. Coloro che avessero persistito nella fede dopo la decadenza dalle cariche pubbliche e la confisca dei beni, erano condannati a morte; le matrone erano condannate all'esilio, mentre i funzionari del demanio imperiale erano inviati ai lavori forzati in condizioni di schiavitù. La morte del vescovo di Roma Sisto è riportata in una lettera di Cipriano; lui stesso, inizialmente esiliato, secondo degli Atti fu decapitato poche settimane dopo. Violente persecuzioni avvennero in Africa, mentre numerosi casi di martirio avvennero in Palestina, Licia e Cappadocia.
Quando nel 260 Valeriano fu fatto prigioniero dai Sasanidi, suo figlio Gallieno concesse a tutti di rientrare dall'esilio e restituì alle chiese i loro beni, inaugurando un quarantennio di tranquillità per i cristiani, solo disturbato da qualche minaccia passeggera. Nel 274, infatti, Aureliano antepose a tutte le divinità pagane il Sol Invictus, istituendo una sorta di monoteismo ufficiale. I cristiani quindi professavano ancora una religione illecita, ma non erano attivamente perseguitati e poterono tornare ad accogliere sempre nuovi fedeli, diffondendosi sempre più anche nell'aristocrazia e nelle campagne.
La posizione di Aureliano andava però oltre quella di una semplice tolleranza nei confronti della religione cristiana, che era invece riconosciuta come un dato di fatto e una presenza comunque importante nella società. Si colloca infatti nel suo regno l'episodio che riguarda il vescovo di Antiochia Paolo di Samosata, che considerava il suo ministero come una professione lucrosa e lo esercitava con metodi più consoni ad un magistrato imperiale che ad un vescovo, senza trascurare una condotta libertina. Lo scandalo destato dalla gestione del suo ufficio non scosse tanto la Chiesa ufficiale quanto le sue eretiche convinzioni in merito alla Trinità.
Venne destituito da due concili ma riuscì a rimanere al suo posto finché, temendo che la questione sfociasse in disordini, dovette intervenire lo stesso imperatore. Lungi dall'addentrarsi in questioni teologiche e in giudizi sull'ortodossia, delegò il giudizio ai vescovi italici, giudicati i più imparziali e rispettabili, e diede immediatamente esecuzione al loro giudizio di condanna di Paolo, costringendolo ad abbandonare la sua sede e ponendo un successore al suo posto. L'avvenimento ha una notevole rilevanza, in quanto dimostra quanto ormai neanche l'imperatore potesse prescindere dal riconoscere la presenza e l'influenza delle istituzioni cristiane.

## Diocleziano e Galerio: la “grande persecuzione”
Salito al trono nel 284 dopo complesse lotte di potere, Diocleziano volle istituire con la tetrarchia un sistema di governo più stabile fondato su due Augusti (detti uno Iovius – lui stesso – e l'altro Herculius) e due Cesari con gli stessi appellativi destinati a diventare Augusti dopo dieci anni. Dividere l'impero tra quattro sovrani comportava un forte rischio di disgregazione, che Diocleziano cercò di bilanciare con un deciso assolutismo accentratore: dopo aver unificato nell'impero la lingua (il latino), la moneta (il follis) ed il sistema dei prezzi, volle uniformare anche la religione nel culto del Sol invictus, associato a Mitra. Anche i riferimenti a Giove ed Ercole sottolineano la volontà di fondare il potere assoluto della tetrarchia sul sistema religioso tradizionale.
Ciononostante, per diciotto anni i cristiani vissero in una situazione di pace e tolleranza, che consentì loro di insinuarsi anche a corte, coinvolgendo, oltre ad importanti funzionari di palazzo, Prisca e Valeria, moglie e figlia dell'imperatore. Ma questa libertà e tranquillità ebbero come effetto di
allentare la disciplina nell'ambito del clero e di portare alla corruzione di costumi e principi religiosi tra i fedeli. In più, l'indifferenza e il disinteresse dei pagani per una setta minoritaria vennero però messi in allarme dai progressi e dalla diffusione del cristianesimo, che si era ormai infiltrato dappertutto e che pretendeva di essere il solo depositario della verità, condannando una fede negli dèi consolidata da secoli. Ne nacquero violente dispute, che tradivano l'irritazione della religione di Stato contro la presuntuosa consapevolezza dei cristiani di costituire una realtà in crescita. La situazione presentava delle criticità, tanto più che i due tetrarchi Massimiano e Galerio non nascondevano la loro avversità contro il cristianesimo e anzi, nelle loro giurisdizioni, non mancavano di attuare forme più o meno celate di persecuzione. Galerio, in particolare, cacciò con disonore o giustiziò come disertori un gran numero di soldati e ufficiali cristiani, alimentando l'opinione che i cristiani fossero un pericolo per la sicurezza pubblica e per lo stesso impero.

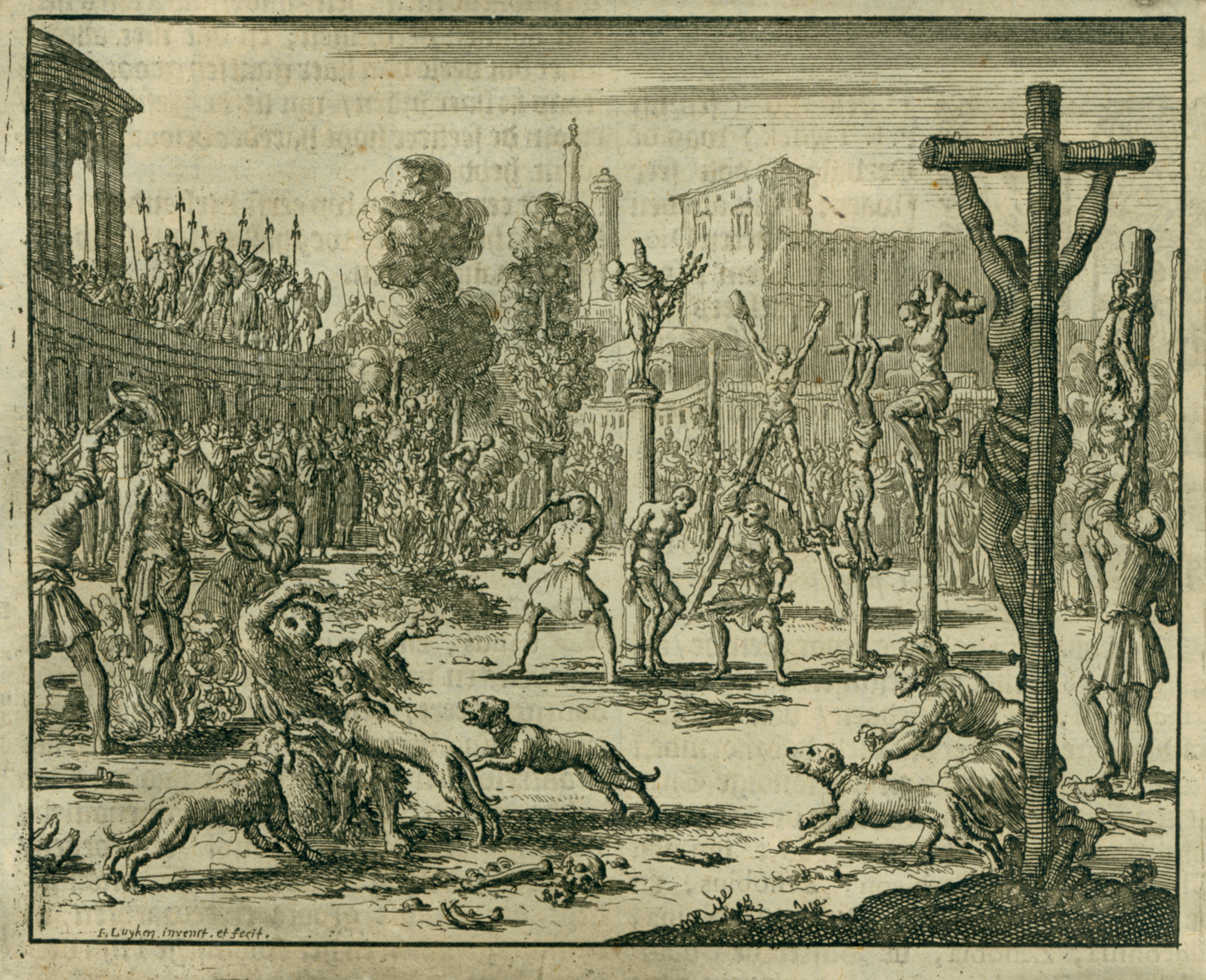
Acquaforte di Jan Luyken raffigurante la Persecuzione degli imperatori Diocleziano e Massimiano nell'anno 301 (Eeghen 686)

La persecuzione fu anticipata nel 297 dalla proscrizione del manicheismo (con argomenti validi anche verso i cristiani). Le fonti cristiane – Eusebio, Lattanzio ed altri – hanno limitati riscontri, ma sono numerose e circostanziate.
La riluttanza di Diocleziano ad agire nei confronti dei cristiani fu vinta dalle insistenze di Galerio, che lo convinse a radunare un consiglio sull'argomento. Per quanto manchino testimonianze precise di quelle riunioni, gli argomenti che piegarono i dubbi dell'imperatore furono certamente quelli cari a Galerio: i cristiani avevano creato uno Stato nello Stato, che era già governato da proprie leggi e magistrati, possedeva un tesoro e manteneva la coesione grazie alle frequenti riunioni tenute dai vescovi, ai cui decreti le comunità obbedivano ciecamente; vi era il timore che essi potessero dare vita a delle ribellioni.
Il 24 febbraio 303 fu affisso nella capitale Nicomedia il primo editto, che ordinava: a) il rogo dei libri sacri, la confisca dei beni delle chiese e la loro distruzione; b) il divieto per i cristiani di riunirsi e di tentare qualunque tipo di difesa in azioni giuridiche; c) la perdita di carica e privilegi per i cristiani di alto rango, l'impossibilità di raggiungere onori ed impieghi per i nati liberi, e di poter ottenere la libertà per gli schiavi; d) l'arresto di alcuni funzionari statali.
Questa nuova forma di persecuzione, basata su precise norme di legge, da un lato esasperò gli animi dei cristiani, da un altro era soggetta ad abusi ed atti di violenza da parte dei non cristiani.
Nel giro di pochi giorni, per due volte il palazzo e le stanze di Diocleziano subirono un incendio. La strana coincidenza fu considerata prova della dolosità dei due eventi, ed il sospetto ricadde ovviamente sui cristiani. Diocleziano, sentendosi minacciato in prima persona, abbandonò ogni residua prudenza ed irrigidì la persecuzione. Nonostante i numerosi arresti, torture ed esecuzioni, sia nel palazzo che nella città, non fu possibile estorcere alcuna confessione di responsabilità nel complotto. Ad alcuni apparve però sospetta la frettolosa partenza di Galerio dalla città, giustificandola con il timore di restare vittima dell'odio dei cristiani.
Forse per l'iniziale scarsa animosità nei confronti della persecuzione da parte di Diocleziano, che voleva magari verificarne gli esiti personalmente prima di dover intervenire su larga scala, stranamente l'editto impiegò quasi due mesi per arrivare in Siria e quattro per essere reso pubblico in Africa. Nelle varie parti dell'impero i magistrati e i governatori applicarono comunque con varia severità (e a volte con mitezza) il decreto, ma le vittime e le distruzioni delle chiese furono numerose, come numerosi furono i roghi dei libri sacri.
A seguito di alcuni disordini la cui responsabilità venne addossata ai vescovi, l'ira o la paura fecero abbandonare a Diocleziano la residua moderazione, e pochi mesi dopo il primo, un secondo editto ordinò l'arresto di tutto il clero, con l'intenzione di cancellare definitivamente la struttura della Chiesa. Un terzo editto mirò a svuotare le carceri che in tal modo risultavano sovraffollate: i prigionieri dovevano essere costretti a sacrificare con ogni mezzo agli dèi pagani, e poi liberati. L'ultimo editto, all'inizio del 304, impose a tutti i cittadini dell'impero (ma era ovviamente indirizzato soprattutto ai cristiani) di sacrificare agli dèi; pene severe erano previste anche per chi proteggeva i cristiani
Eusebio definirà una vera guerra gli anni che seguirono: molti furono i lapsi, ma anche i martiri. Il maggior numero di vittime si ebbe nell'area controllata da Diocleziano (Asia minore, Siria, Egitto), dove i cristiani erano molto numerosi; nei meno cristianizzati Balcani il cesare Galerio, spesso indicato come l'ispiratore della persecuzione, fu egualmente duro. Anche in Italia e in Africa Occidentale, governata dall'augusto Massimiano, le violenze furono dure e si contarono molti martiri, anche se il quarto editto fu applicato in modo limitato; invece in Britannia e Gallia il cesare Costanzo Cloro, padre di Costantino I, applicò solo il primo editto. A proposito dei martiri di questo periodo sono rimaste testimonianze epigrafiche ed agiografie ritenute autentiche.
In seguito all'abdicazione di Diocleziano e Massimiano nel 305 ed alla morte di Costanzo Cloro nel 306 si scatenarono in Occidente delle lotte di potere che gradualmente tolsero energia alle persecuzioni fino a interromperle. Viceversa in Oriente con Galerio, diventato Augusto, e suo nipote Massimino Daia, continuarono duramente. Più che giustiziati i cristiani erano ora imprigionati, torturati ed inviati ai lavori forzati nelle miniere in Egitto, una pena perpetua che portava presto alla morte.

## Le ultime fasi
Il 30 aprile 311 Galerio emanò l'Editto di tolleranza che ordinava la cessazione delle persecuzioni. Nel testo trascritto da Eusebio (libro IX, cap. 1), Galerio spiega le ragioni della persecuzione ammettendo che esse non hanno portato ai risultati sperati, giacché i cristiani non si rivolgono più né agli dèi pagani, né al loro dio:
E poiché gli editti che abbiamo pubblicato per mantenere in vigore il culto degli dèi, hanno esposto molti cristiani ai pericoli ed alle calamità, poiché molti hanno sofferto la morte e moltissimi altri, che persistono ancora nella loro empia follia, sono rimasti privi di ogni pubblico esercizio di culto, siamo disposti ad estendere a quegl'infelici gli effetti della nostra clemenza ordinaria. Permettiamo perciò ad essi di professare liberamente le loro private opinioni e di fare le loro piccole riunioni senza timore o molestia, purché però conservino sempre il dovuto rispetto alle leggi e al presente governo. Per mezzo di un altro rescritto indicheremo le nostre intenzioni ai giudici e magistrati e speriamo che la nostra indulgenza indurrà i cristiani ad offrire le loro preghiere al dio che essi adorano, per la salute e prosperità nostra, dell'Impero e propria.»

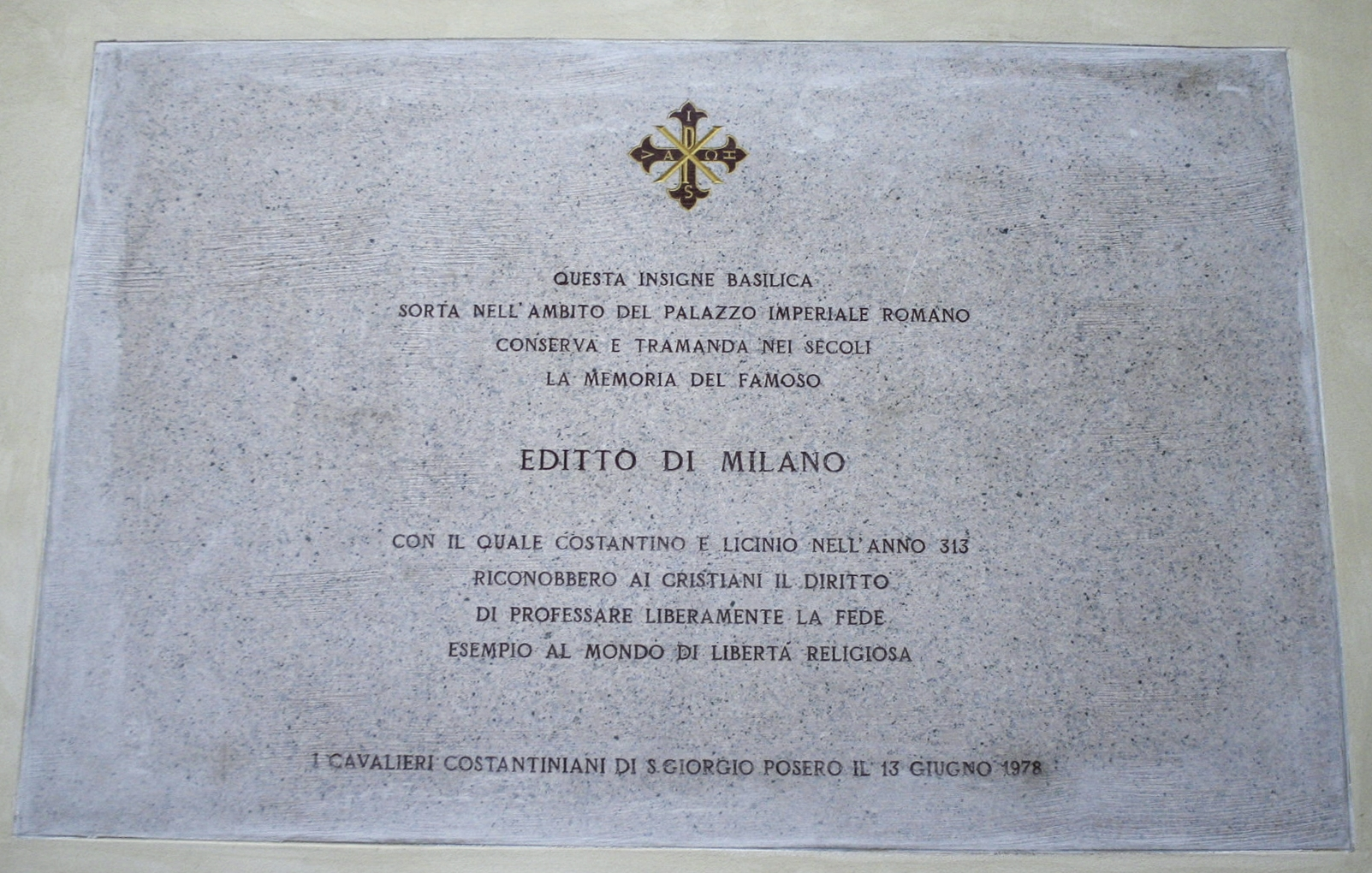
Lapide nella Chiesa di San Giorgio al Palazzo, attigua ai resti del palazzo imperiale dove fu proclamato l'Editto.

In realtà le persecuzioni si erano già arenate, e nelle lotte per il potere i cristiani, per nulla vinti, avrebbero potuto rivestire un ruolo importante. D'altra parte l'editto di Galerio non fu sufficiente a placare le violenze anticristiane. Soprattutto il suo successore Massimino Daia, convinto anticristiano, per alcuni mesi tollerò la rinnovata libertà concessa ai cristiani dal suo predecessore, poi nel novembre 311 riprese la persecuzione tentando con ogni mezzo di ristabilire le pratiche della religione pagana. Egli giunse anche a istituire un sistema di governo copiato da quello della Chiesa: creò una "gerarchia pagana" sul modello della gerarchia ecclesiastica.
Queste ulteriori persecuzioni arrecarono certamente notevoli sofferenze ai cristiani ma i romani evitarono gli spargimenti di sangue, non andando oltre le confische e le requisizioni dei loro beni. Nel 313 Massimino Daia fu sconfitto definitivamente dal generale Licinio.
Dopo la vittoria su Massenzio al ponte Milvio, ottenuta il 28 ottobre 312, la conferma dell'editto di Galerio (nel 313) consentì la definitiva libertà di culto ai cristiani in tutta la parte occidentale dell'impero ("Editto di Milano"). Una delle prime decisioni di Costantino in Occidente, dopo l'Editto, fu quella di prendere posizione contro i donatisti, che stavano dividendo la Chiesa d'Africa.
Secondo Eusebio, Licinio, che pure aveva condiviso a Milano la linea tollerante di Costantino, sarebbe poi stato protagonista di una nuova fase di ostilità, nella quale però i martiri non sarebbero stati molti. Flavio Claudio Giuliano (che i cristiani avrebbero chiamato Giuliano l'Apostata), ultimo imperatore pagano di Roma, allontanò i cristiani dalle cariche pubbliche, li privò del diritto di insegnare la letteratura classica, e si mostrò tollerante di fronte ai massacri di cristiani effettuati dai pagani. L'atteggiamento dei cristiani verso l'antica religione doveva sfociare anche nella violenza se un elemento del dissidio tra essi e l'imperatore Giuliano fu la condanna a pagare la ricostruzione di un tempio pagano incendiati dai cristiani.
Secondo W.H.C. Frend le persecuzioni lasciarono in eredità la lotta alle eresie e la separazione tra Chiesa e Stato. Con l'Editto di Tessalonica del 380, che dichiarò il cristianesimo religione ufficiale dell'impero, la situazione si rovesciò, e iniziarono le persecuzioni nei confronti dei pagani.

## Controversie
Basandosi su frasi dell'apologeta Tertulliano, a partire dall'illuminismo e da Edward Gibbon, diversi storici hanno tentato di ridimensionare la portata reale delle persecuzioni anche se tale opinione non è condivisa da altri storici. Alcuni storie di martiri sono oggi considerate leggendarie, come i presunti "martiri di Giuliano" (361-363), che sarebbero stati posteriori all'editto di tolleranza, o alcuni santi dall'esistenza incerta come Cesario di Terracina. Da ultimo, ad esempio, la storica del primo cristianesimo e biblista Candida Moss nel libro Ancient Christian Martyrdom , pubblicato nel 2012, propose la tesi secondo la quale il martirio dei cristiani si sarebbe sviluppato nel corso dei secoli secondo modalità diverse in funzione del contesto storico, distanziandosi in questo modo dalla visione prevalente fra gli studiosi che consideravano il martirio come un fenomeno comune in tutte le regioni dell'impero romano. Nel libro The Myth of Persecution: How Early Christians Invented a Story of Martyrdom ("Il mito della persecuzione: come i primi cristiani inventarono la storia del martirio") affermò che le biografie dei primi martiri cristiani erano state alterate, modificate e plasmate da generazioni di cristiani successive, ovvero che nemmeno una di esse fosse "del tutto accurata dal punto di vista storico". Aggiunse che nei primi tre secoli di storia cristiana gli imperatori romani avrebbero a suo parere perseguitato i fedeli di Gesù per un arco temporale di dodici anni al massimo, negando la maggioranza delle persecuzioni in tale periodo come fatti locali, isolati, esagerati o addirittura inventate a fini apologetici, per sostituire figure pagane e per interesse ad alimentare il culto delle reliquie dal V secolo in poi. La prima vera, e unica, persecuzione ufficiale sarebbe stata quella di Diocleziano, seppure Moss creda che vada ridimensionata almeno nei numeri anch'essa.

### Riferimenti
1. 1 2 3 4   Alessandro Barbero: le persecuzioni contro i cristiani, il tempo e la storia. URL consultato il 23 marzo 2021.
2. ↑   Philippe Bobichon, Persécutions, calomnies, ‘birkat ha-Minim’, et émissaires juifs de propagande antichrétienne dans le Dialogue avec Tryphon de Justin Martyr, in Revue des Études Juives, vol. 162, n. 3-4/2003,  pp. 403-419.
3. ↑  W.H.C. Frend Persecutions: genesis and legacy in AA.VV., The Cambridge History of Christianity - Vol. 1: Origins to Constantine, 2006, New York, Cambridge University Press, p. 506
4. ↑  Claude Lepelley,  I cristiani e l'Impero romano, p. 227.
5. ↑  W.A. Meeks Il cristianesimo in AA.VV. Storia di Roma - vol. 2 L'impero mediterraneo, tomo III La cultura e l'impero, 1992 Einaudi, p. 284
6. ↑  E. Gibbon, Decadenza e caduta dell'impero romano, Avanzini e Torraca Ed., Roma, 1968, vol. II, pp. 220-222.
7. ↑  Gibbon, op. cit., pp. 222-223.
8. 1 2  Meeks cit. p. 301.
9. ↑  Frend, 2006 cit. p. 504.
10. ↑  Lepelley cit. p. 232-233.
11. ↑  Liebeschütz cit. p. 260 ss.
12. ↑  Gibbon, op. cit., pp. 224-225.
13. 1 2  A. Marcone cit. a p. 223 riporta la tesi di W. Portmann, Zu den motiven der diokletianischen Christenverfolgung in Historia, XXIX (1990), pp. 212-248 “per il quale la persecuzione dioclezianea (e, in certa misura, quelle precedenti del III secolo) sarebbe stata motivata dalla minaccia contro la disciplina pubblica rappresentata dalle contese «tra» i cristiani”.
14. ↑  Lepelley op. cit. p. 242.
15. ↑  Frend, 2006 cit. p. 507-9.
16. ↑  Gibbon, op. cit., pp. 226-228.
17. 1 2  Antonio Spinosa, Tiberio, p. 209.
18. ↑  M. Sordi-I. Ramelli, Il senatoconsulto del 35 in un frammento porfiriano, p. 59.
19. ↑  Gibbon, op. cit., pp. 230-231.
20. ↑  C.G.Starr, Storia del Mondo Antico, Editori Riuniti, 1977. Cfr. anche Tacito, Annali, 15,44; Svetonio, Nerone, 38; Cassio Dione, LXII, 16.
21. ↑  Gibbon, op. cit. pag. 231.
22. ↑  Tertulliano, Scorpiace, 15, 2-5; Lattanzio, De mortibus persecutorum, 2, 4-6; Orosio, Historiarum, VII, 7-10; Sulpicio Severo, Chronicorum, 3, 29.
23. ↑  Lepelley cit. p. 229. - Frend, 2006 cit. p. 505-506. - Meeks cit. p. 297. – Gibbon, cit., pp. 237-238
24. ↑  Lepelley cit. p. 235-6. - Frend, 2006 cit. p. 506-8
25. ↑  Gibbon, op. cit., pagg. 239-240.
26. ↑  Gibbon, op. cit., pagg. 241-244.
27. ↑  Lepelley cit. p. 244.
28. ↑  Gibbon, op. cit., pagg. 240-241 - Lepelley cit. p. 237 - Frend, 2006 cit. p. 508.
29. ↑  Lepelley cit. p. 245.
30. ↑  Frend, 2006 cit. p. 509.
31. ↑  Marta Sordi, I cristiani e l'impero romano, I cristiani e l'impero romano - Marta Sordi - Google Libri, Jaca Book, 2004, e Karl Bihlmeyer - Hermann Tuechle, Le persecuzioni dei cristiani da Nerone alla metà del III secolo Archiviato il 15 maggio 2011 in Internet Archive., 1960, in "Storia della Chiesa", vol. I, Morcelliana.
32. 1 2   alessandro barbero persecuzioni cristiane - Bing video, su bing.com. URL consultato il 23 marzo 2021.
33. ↑  Gibbon, op. cit., p. 244.
34. ↑  Lepelley cit. p. 246-248.
35. ↑  Frend, 2006 cit. p. 511.
36. ↑  Come riportato in Lepelley cit. p. 225.
37. ↑  L. Pietri e J. Flamant La crisi dell'Impero romano e l'affermazione di una nuova religiosità in AA.VV., a cura di C. e L. Pietri Storia del Cristianesimo – Vol. 2 La nascita di una cristianità (250 - 430) p. 36-38.
38. ↑  Liebeschütz cit. p. 250.
39. ↑  Pietri e Flamant cit. p. 43.
40. ↑  Lepelley cit. p. 251 - Frend, 2006 cit. p. 511.
41. ↑  Clemente di Alessandria, Stromata, ii. 20; Eusebio, Storia della Chiesa, V., XXVI, VI, I
42. ↑  Lepelley cit. p. 251.
43. ↑  Frend, 2006 cit. p. 512.
44. ↑  Lepelley cit. p. 253-254
45. ↑  M. Silvestrini Il potere imperiale da Severo Alessandro ad Aureliano in AA.VV. Storia di Roma - vol. 3 L'età tardoantica, tomo I Crisi e trasformazioni, 1993 Einaudi, Torino, p. 169
46. ↑   Marta Sordi, I cristiani e l'impero romano, Editoriale Jaca Book, 2004, ISBN 978-88-16-40671-1. URL consultato il 24 marzo 2021.
47. ↑  Frend, 2006 cit. p. 514.
48. 1 2  Gibbon, op. cit., pp. 251-253.
49. 1 2  G. Filoramo Alla ricerca di un'identità cristiana in AA.VV., a cura di G. Filoramo e D. Menozzi Storia del Cristianesimo – L'antichità, 1997, Editori Laterza, Bari p. 248.
50. ↑  L. Pietri  Le resistenze: dalla polemica pagana alla persecuzione di Diocleziano in AA.VV., Storia del Cristianesimo – Vol. 2 La nascita di una cristianità (250 – 430), p. 157-161.
51. ↑  Frend, 2006 cit. pp. 513-514.
52. 1 2  La stima del numero totale di vittime è estremamente difficile: C. Lepelley (I cristiani e l'Impero romano in AA.VV., Storia del Cristianesimo – Vol. 1 a cura di L. Pietri Il nuovo popolo: dalle origini al 250, 2003, Borla / Città Nuova, Roma, p. 248) sostiene che fino a prima della persecuzione di Decio i martiri sarebbero stati molte migliaia.

Le cifre non dovettero variare molto in seguito: secondo W.H.C. Frend (Martyrdom and Persecution in the Early Church, 1965, Basil Blackwell, Oxford, p. 413) furono probabilmente centinaia sotto Decio; per la "grande persecuzione", A. Marcone (La politica religiosa in AA.VV. Storia di Roma - vol. 3 L'età tardoantica, tomo I Crisi e trasformazioni, 1993 Einaudi, Torino, p. 239) ritiene abbastanza attendibile la cifra di 91 vittime fornita da Eusebio per la sola provincia di Siria Palestina. Solidoro Maruotti riporta una stima complessiva di 18.000 martiri o meno (in Laura Solidoro Maruotti, Sul fondamento giuridico della persecuzione dei cristiani Archiviato l'11 luglio 2021 in Internet Archive., Lezione tenuta presso la Sede napoletana dell'AST il 17 febbraio 2009).
53. ↑  Gibbon, op. cit., pagg. 244-245.
54. ↑  Eusebio, vii.1; Liber Pontificalis, 22.
55. ↑  Filoramo cit. p. 253.
56. ↑  Frend, 2006 cit. p. 513-516 - L. Pietri cit. p. 168-171.
57. ↑  Gibbon, op.cit., pp. 259-261.
58. ↑  A. Chastagnol L'accentrarsi del sistema: la tetrarchia e Costantino in AA.VV. Storia di Roma - vol. 3 L'età tardoantica, tomo I Crisi e trasformazioni, 1993 Einaudi, Torino, p. 199-200.
59. ↑  Gibbon, op. cit., pp. 261-265.
60. ↑  Marcone cit. p. 230.
61. ↑  Gibbon, op. cit., pp. 265-266.
62. ↑  Gibbon, op. cit., pp. 268-269.
63. ↑  Gibbon, op.cit., pp. 269-271.
64. ↑  Gibbon, op. cit., pp. 271-272.
65. ↑  L. Pietri, cit., p. 172 ss. - Frend, 2006 cit. p. 519-520.
66. ↑  B. Santalucia La giustizia penale in AA.VV. Storia di Roma - vol. 2 L'impero mediterraneo, tomo III La cultura e l'impero, 1992 Einaudi, p. 230.
67. ↑  Marcone, cit., p. 240
68. ↑  Così in Gibbon, op. cit., pp. 276-277.
69. ↑  L. Pietri, cit., p. 180.
70. ↑  Gibbon, op. cit., pp. 277-279.
71. ↑  L. Pietri, cit., p. 181.
72. ↑  C. Pietri Il fallimento dell'unità “imperiale” in Africa – La resistenza donatista in AA.VV., Storia del Cristianesimo – Vol. 2 La nascita di una cristianità (250 – 430) p. 224-225.
73. ↑  C. Pietri La conversione: propaganda e realtà della legge e dell'evergetismo in AA.VV., Storia del Cristianesimo – Vol. 2 La nascita di una cristianità (250 – 430) p. 198-200.
74. ↑  Chastagnol, cit., p. 217.
75. ↑  Cfr.  R. Stark, Il trionfo del cristianesimo, Torino, 2012,  pp. 247-249.
76. ↑  J. Flamant e C. Pietri La dissoluzione del sistema costantiniano: Giuliano l'Apostata in AA.VV., Storia del Cristianesimo – Vol. 2 La nascita di una cristianità (250 – 430) p. 334-339.
77. ↑  G.W. Bowersock I percorsi della politica in AA.VV. Storia di Roma - vol. 3 L'età tardoantica, tomo I Crisi e trasformazioni, 1993 Einaudi, Torino, pp. 534-535.
78. ↑  Frend, 2006 cit. p. 521-523.
79. ↑  (EN) Candida Moss, The Myth of Persecution. How Early Christians Invented a Story of Martyrdom, HarperOne, HarperCollins, 2013,  p. 124, ISBN 978-0-06-210452-6.
80. ↑  Moss 2013, p. 159.